# Karakurt-Klasse
Projekt 22800, Beiname  Karakurt (nach dem Typschiff auch Mytischtschi-Klasse oder auch als Karakurt-Klasse bezeichnet), ist eine Klasse von Korvetten der russischen Marine. Die Schiffe können bis zu 15 Tage autonom operieren.

## Geschichte
Am 24. Dezember 2015 wurden die ersten beiden Einheiten (Mytischtschi und Sowjetsk) der Karakurt-Klasse in der Pella-Werft in Otradnoje bei St. Petersburg auf Kiel gelegt. Der Stapellauf des Typschiffs Mytischtschi erfolgte am 29. Juli 2017.
Im Jahr 2018 unterzeichnete das russische Verteidigungsministerium Verträge mit der Amur-Werft in Komsomolsk am Amur über den Bau von vier Schiffen sowie mit der Wostotschnaja-Werft in Wladiwostok über den Bau von zwei Schiffen der Karakurt-Klasse. Der Auftrag über zwei für die russische Pazifikflotte vorgesehene Einheiten an die Wostotschnaja-Werft wurde allerdings im Jahr 2020 storniert.
Am 21. September 2021 erfolgte in der Saliw-Werft in Kertsch auf der Halbinsel Krim der Stapellauf des Schiffs Askold, wobei es sich nach der Zyklon bereits um die zweite in dieser Werft gebaute Einheit handelt.
Am 27. September 2023 erfolgte in der Amur-Werft in Komsomolsk am Amur der Stapellauf der beiden Schiffe Rschew und Udomlja.

## Status
Der Mangel an M 507-Dieselmotoren und geeigneten Herstellern dafür außer dem Werk Swesda führt Ende des Jahres 2018 dazu, dass von den fünf fertiggestellten Booten nur das Typschiff Uragan mit diesen ausgerüstet ist und seine See-Erprobungen erledigt. Die anderen vier bis zu diesem Zeitpunkt fertiggestellten Neubauten sollten bis 2020 damit ausgestattet werden.
Mit Stand September 2023 waren alle 16 Schiffe der Klasse auf Kiel gelegt. Davon befanden sich vier bereits im aktiven Dienst und zwei in der Erprobungsphase. Die zehn weiteren Schiffe befanden sich in unterschiedlichen Baustadien, davon jeweils fünf Einheiten vor und nach dem Stapellauf.

## Einheiten
Folgende Schiffe dieser Korvettenklasse existieren:
| Name                  | Bauwerft                         | Kiellegung                 | Stapellauf                 | Indienststellung                                                                                             | Bemerkungen                                                                                                  |
| --------------------- | -------------------------------- | -------------------------- | -------------------------- | --- | --- |
| Mytischtschi (Мытищи) | Pella-Werft, Otradnoje           | 24. Dezember 2015          | 29. Juli 2017              | 17. Dezember 2018                                                                                            | (ex Uragan), Aktiv (Baltische Flotte)                                                                        |
| Sowjetsk (Советск)    | Pella-Werft, Otradnoje           | 24. Dezember 2015          | 24. November 2017          | 12. Oktober 2019                                                                                             | (ex Taifun), Aktiv (Baltische Flotte)                                                                        |
| Koselsk (Козельск)    | Morje-Werft, Feodossija          | 10. Mai 2016               | 9. Oktober 2019            | | (ex Schtorm), geplant für die Baltische Flotte                                                               |
| Ziklon (Циклон)       | Saliw-Werft, Kertsch             | 26. Juli 2016              | 24. Juli 2020              | Mitte Juli 2023                                                                                              | Am 19. Mai 2024 im Hafen von Sewastopol zerstört                                                             |
| Odinzowo (Одинцово)   | Pella-Werft, Otradnoje           | 29. Juli 2016              | 5. Mai 2018                | 21. November 2020                                                                                            | (ex Schkwal), Aktiv (Baltische Flotte)                                                                       |
| Askold (Аскольд)      | Saliw-Werft, Kertsch             | 18. November 2016          | 21. September 2021         | Während des Russisch-Ukrainischen Krieges im November 2023 in der Bauwerft durch Angriff zerstört/beschädigt | Während des Russisch-Ukrainischen Krieges im November 2023 in der Bauwerft durch Angriff zerstört/beschädigt |
| Burja (Буря)          | Pella-Werft, Otradnoje           | 24. Dezember 2016          | 23. Oktober 2018           | | geplant für die Baltische Flotte                                                                             |
| Ochotsk (Охотск)      | Pella-Werft, Otradnoje           | 17. März 2017              | 29. Oktober 2019           | | |
| Amur (Амур)           | Saliw-Werft, Kertsch             | 30. Juli 2017              | Ende 2022                  | | geplant für die Schwarzmeerflotte                                                                            |
| Wichr (Вихрь)         | Pella-Werft, Otradnoje           | 19. Dezember 2017          | 13. November 2019          | | geplant für die Schwarzmeerflotte                                                                            |
| Tutscha (Туча)        | Selenodolsk-Werft, Selenodolsk   | 26. Februar 2019           |                            | | geplant für die Schwarzmeerflotte                                                                            |
| Rschew (Ржев)         | Amur-Werft, Komsomolsk am Amur   | 1. Juli 2019               | 27. September 2023         | | geplant für die Pazifikflotte                                                                                |
| Udomlja (Удомля)      | Amur-Werft, Komsomolsk am Amur   | 1. Juli 2019               | 27. September 2023         | | geplant für die Pazifikflotte                                                                                |
| Taifun (Тайфун)       | Selenodolsk-Werft, Selenodolsk   | 11. September 2019         |                            | | geplant für die Baltische Flotte                                                                             |
| Ussurijsk (Уссурийск) | Amur-Werft, Komsomolsk am Amur   | 26. Dezember 2019          |                            | | geplant für die Pazifikflotte                                                                                |
| Pawlowsk (Павловск)   | Amur-Werft, Komsomolsk am Amur   | 29. Juli 2020              |                            | | geplant für die Pazifikflotte                                                                                |
| Namenlos              | Wostotschnaja-Werft, Wladiwostok | Bauaufträge 2020 storniert | Bauaufträge 2020 storniert | Bauaufträge 2020 storniert                                                                                   | Bauaufträge 2020 storniert                                                                                   |
| Namenlos              | Wostotschnaja-Werft, Wladiwostok | Bauaufträge 2020 storniert | Bauaufträge 2020 storniert | Bauaufträge 2020 storniert                                                                                   | Bauaufträge 2020 storniert                                                                                   |